# Кервин, Патрик
Достопочтенный Па́трик Ке́рвин (англ. Patrick Kerwin; 25 октября 1889, Сарния — 2 февраля 1963) — с 1954 по 1963 главный судья Верховного суда Канады, член Тайного совета Королевы для Канады.
Кервин родился в Сарнии в семье Патрика Кервина и Эллен Гейвин. По окончании Сарнийского университетского института в 1906 году поступил в Юридическую школу Осгуд-Холл. Получив звание барристера в 1911-м, он решил переехать в Гуэлф, где занимался юридической практикой 21 год в компании Guthrie & Guthrie. В 1932 он был назначен в Высший суд Онтарио, и так началась его судебная карьера. В 1954 году был назначен главным судьёй Канады и прослужил в этой должности до своей смерти в 1963 году в возрасте 73 лет.